# سرجیو اریل پرز
سرجیو اریل پرز (انگلیسی: Sergio Ariel Páez؛ زادهٔ ۳۰ مارس ۱۹۸۱) بازیکن فوتبال اهل آرژانتین است.
از باشگاه‌هایی که در آن بازی کرده‌است می‌توان به باشگاه فوتبال دپورتیوو مورون و باشگاه فوتبال بوکا جونیورز اشاره کرد.